# Daïra d'Aïn M'lila
La daïra d'Aïn M'lila est une circonscription administrative de la wilaya d'Oum El Bouaghi. Son chef lieu est la commune éponyme d'Aïn M'lila.

## Géographie

### Localisation
|              |                    |       |
| Souk Naamane | daïra d'Aïn M'lila | Sigus |
|              | Aïn Kercha         |       |